# Bộ Cánh màng
Bộ Cánh màng (danh pháp khoa học: Hymenoptera) bao gồm các loài như ong, kiến. Tên gọi này là do đặc điểm các cánh màng của chúng, và có nguồn gốc từ tiếng Hy Lạp cổ ὑμήν (hymen): màng và πτερόν (pteron): cánh. Các cánh sau của chúng được nối với các cánh trước bằng một chuỗi các móc bám. Trên thế giới đã định danh được 150.000 loài thuộc bộ này, và nhiều loài nữa chưa được biết đến.

## Đặc điểm chung
Kích thước thân thể từ rất nhỏ (vài mm) đến lớn (vài dm)
- Đầu các loài đều hướng xuống dưới.
- Râu đầu có nhiều dạng khác nhau: hình đầu gối, hình răng lược, hình lông chim.
- Miệng có hai kiểu gặm nhai và gặm hút.
- Có 2 đôi cánh, cánh trước lớn hơn cánh sau. Một số loài cánh ngắn (kiến).
- Bàn chân có 5 đốt, là chân đi (trừ chân sau của ong thợ là chân lấy phấn).
- Con cái có ống đẻ trứng rất phát triển, đôi khi dài hơn thân thể và một số loài biến thành kim đốt.
- Các loài thuộc bộ cánh màng thường sống trên cây, trong đất và trong cơ thể các loài côn trùng.

## Giá trị sử dụng
- Một số loài có vai trò thụ phấn cho hoa và cho các sản phẩm quý như mật ong, sáp ong.
- Nhiều loài ký sinh ăn thịt các loài côn trùng khác giúp cho con người phòng trừ sâu hại.
- Một số loài ăn lá, đục thân phá hoại cây cối trong lâm nông nghiệp.

## Phân loại
Bộ cánh màng có các họ sau:
| Cephidae           | Megalodontoidea       | Megalodontidae        | Pamphilidae      | Orussidae             |
| Siricidae          | Argidae               | Blasticotomidae       | Cimbicidae       | Diprionidae           |
| Pergidae           | Tenthredinidae        | Anaxyelidae           | Xyelidae         | Xiphydriidae          |
| Ampulicidae        | Andrenidae            | Apidae                | Colletidae       | Crabronidae           |
| Halictidae         | Heterogynaidae        | Megachilidae          | Melittidae       | Sphecidae (ong tò vò) |
| Stenotritidae      | Ceraphronidae         | Megaspilidae          | Agaonidae        | Aphelinidae           |
| Chalcididae        | Eucharitidae          | Eulophidae            | Eupelmidae       | Eurytomidae           |
| Leucospidae        | Mymaridae             | Ormyridae             | Perilampidae     | Pteromalidae          |
| Rotoitidae         | Signiphoridae         | Tanaostigmatidae      | Tetracampidae    | Torymidae             |
| Trichogrammatidae  | Bethylidae            | Chrysididae           | Dryinidae        | Embolemidae           |
| Plumariidae        | Sclerogibbidae        | Scolebythidae         | Austrocynipidae  | Cynipidae             |
| Figitidae          | Ibaliidae             | Liopteridae           | Aulacidae        | Evaniidae             |
| Gasteruptiidae     | Braconidae            | Ichneumonidae         | Megalyridae      | Mymarommatidae        |
| Platygastridae     | Scelionidae           | Austroniidae          | Diapriidae       | Heloridae             |
| Monomachidae       | Pelecinidae           | Peradeniidae          | Proctorenyxidae  | Proctotrupidae        |
| Roproniidae        | Vanhorniidae          | Stephanidae           | Trigonalyidae    | Bradynobaenidae       |
| Formicidae         | Mutillidae (Ong kiến) | Pompilidae (ong nhện) | Rhopalosomatidae | Sapygidae             |
| Scoliidae (ong lỗ) | Sierolomorphidae      | Tiphiidae             | Vespidae         |                       |